# Cerezales del Condado
Cerezales del Condado é um povoado da Espanha, na província de León. O povoado é famoso por ter sido local de nascimento de Antonino Fernández, que após emigrar para o México, virou diretor-geral do Grupo Modelo, a maior cervejaria mexicana, entre 1971 e 1997. O povoado já teve população alta, mas com o tempo passou a perder população e no ultimamente só tem 30 pessoas
Antonino Fernández, o proprietário da empresa que produz a cerveja Corona, morreu em agosto de 2016 aos 98 anos, e deixou uma herança de quase 170 milhões de euros à aldeia Cerezales del Condado onde nasceu e cresceu. 
Os 80 habitantes receberam cada um mais de dois milhões de euros.
Antonino Fernández cresceu em Espanha e apenas se mudou para o México, em 1949 quando já tinha 32 anos. 
Grande responsável pelo sucesso da cerveja Corona, Antonino Fernández manteve-se na administração da empresa até 2005.
Com o falecimento de Antonino Fernández em 2016. cada morador ganhou o equivalente a R$ 8,8 Milhões, devido ao testamento dele.